# Mesoacidalia clara
Mesoacidalia clara is een vlinder uit de familie van de Nymphalidae. De wetenschappelijke naam van de soort is voor het eerst geldig gepubliceerd in 1844 door Émile Blanchard.